# Necydalis nanshanensis
Necydalis nanshanensis är en skalbaggsart som beskrevs av Keiichi Kusama 1975. Necydalis nanshanensis ingår i släktet stekelbockar, och familjen långhorningar.
Artens utbredningsområde är Taiwan. Inga underarter finns listade i Catalogue of Life.